# خوان کارلوس اورتیز
خوان کارلوس اورتیز (انگلیسی: Juan Carlos Ortiz؛ زادهٔ ۲۸ ژوئن ۱۹۸۵) بازیکن فوتبال اهل اسپانیا است.
از باشگاه‌هایی که در آن بازی کرده‌است می‌توان به باشگاه فوتبال رئال وایادولید و باشگاه فوتبال گلوبال سبو اشاره کرد.